# ASB Classic 2023 - Qualificazioni singolare femminile
Le qualificazioni del singolare dell'ASB Classic 2023 sono un torneo di tennis preliminare per accedere alla fase finale della manifestazione. Le vincitrici dell'ultimo turno sono entrate di diritto nel tabellone principale. In caso di ritiro di una o più giocatrici aventi diritto sono subentrati i Lucky loser, ossia le giocatrici che hanno perso nell'ultimo turno ma che avevano una classifica più alta rispetto alle altre partecipanti che avevano comunque perso nel turno finale.

## Teste di Serie
1. Ysaline Bonaventure (qualificata)
2. Varvara Gračëva (ultimo turno)
3. Moyuka Uchijima (ultimo turno)
4. Sara Errani (ultimo turno)
5. Diana Šnaider (primo turno)
6. Katie Volynets (qualificata)

1. Arantxa Rus (ultimo turno)
2. Elena-Gabriela Ruse (qualificata)
3. Elizabeth Mandlik (primo turno)
4. Coco Vandeweghe (primo turno)
5. Ann Li (primo turno)
6. Rebeka Masarova (qualificata)

## Qualificate
1. Ysaline Bonaventure
2. Viktória Kužmová
3. Elena-Gabriela Ruse

1. Rebeka Masarova
2. Nao Hibino
3. Katie Volynets

## Tabellone

### Legenda
| - Q = Qualificato - WC = Wild card - LL = Lucky loser | - ALT = Alternate - SE = Special Exempt - PR = Protected Ranking | - w/o = Walkover - r = Ritirato - d = Squalificato |

### Sezione 1
|  | Primo turno | Primo turno         | Primo turno         | Primo turno | Primo turno |  |  | Secondo turno | Secondo turno       | Secondo turno | Secondo turno | Secondo turno |  |
|  |             |                     |                     |             |             |  |  |               |                     |               |               |               |  |
|  | 1           | Ysaline Bonaventure | Ysaline Bonaventure | 6           | 6           |  |  |               |                     |               |               |               |  |
|  |             | Elsa Jacquemot      | Elsa Jacquemot      | 3           | 4           |  |  | 1             | Ysaline Bonaventure | 6             | 2             | 6             |  |
|  |             | Lucrezia Stefanini  | Lucrezia Stefanini  | 2           |             |  |  | 7             | Arantxa Rus         | 3             | 6             | 4             |  |
|  | 7           | Arantxa Rus         | Arantxa Rus         | 6           | 6           |  |  |               |                     |               |               |               |  |

### Sezione 2
|  | Primo turno | Primo turno       | Primo turno       | Primo turno | Primo turno |  |  | Secondo turno | Secondo turno    | Secondo turno | Secondo turno | Secondo turno |  |
|  |             |                   |                   |             |             |  |  |               |                  |               |               |               |  |
|  | 2           | Varvara Gračëva   | 7                 | 5           | 6           |  |  |               |                  |               |               |               |  |
|  |             | Caroline Dolehide | 5                 | 7           | 2           |  |  | 2             | Varvara Gračëva  | 3             | 6             | 3             |  |
|  |             | Viktória Kužmová  | Viktória Kužmová  | 6           | 6           |  |  |               | Viktória Kužmová | 6             | 4             | 6             |  |
|  | 9           | Elizabeth Mandlik | Elizabeth Mandlik | 4           | 4           |  |  |               |                  |               |               |               |  |

### Sezione 3
|  | Primo turno | Primo turno         | Primo turno         | Primo turno | Primo turno |  |  | Secondo turno | Secondo turno       | Secondo turno       | Secondo turno | Secondo turno |  |
|  |             |                     |                     |             |             |  |  |               |                     |                     |               |               |  |
|  | 3           | Moyuka Uchijima     | Moyuka Uchijima     | 6           | 6           |  |  |               |                     |                     |               |               |  |
|  | WC          | Chloé Paquet        | Chloé Paquet        | 3           | 4           |  |  | 3             | Moyuka Uchijima     | Moyuka Uchijima     | 4             | 1             |  |
|  |             | Aliona Bolsova      | Aliona Bolsova      | 5           | 4           |  |  | 8             | Elena-Gabriela Ruse | Elena-Gabriela Ruse | 6             | 6             |  |
|  | 8           | Elena-Gabriela Ruse | Elena-Gabriela Ruse | 7           | 6           |  |  |               |                     |                     |               |               |  |

### Sezione 4
|  | Primo turno | Primo turno     | Primo turno     | Primo turno | Primo turno |  |  | Secondo turno | Secondo turno   | Secondo turno   | Secondo turno | Secondo turno |  |
|  |             |                 |                 |             |             |  |  |               |                 |                 |               |               |  |
|  | 4           | Sara Errani     | Sara Errani     | 6           | 6           |  |  |               |                 |                 |               |               |  |
|  | WC          | Vivian Yang     | Vivian Yang     | 1           | 4           |  |  | 4             | Sara Errani     | Sara Errani     | 2             | 3             |  |
|  | WC          | Katherine Sebov | Katherine Sebov | 64          | 65          |  |  | 12            | Rebeka Masarova | Rebeka Masarova | 6             | 6             |  |
|  | 12          | Rebeka Masarova | Rebeka Masarova | 7           | 7           |  |  |               |                 |                 |               |               |  |

### Sezione 5
|  | Primo turno | Primo turno        | Primo turno | Primo turno | Primo turno |  |  | Secondo turno | Secondo turno      | Secondo turno | Secondo turno | Secondo turno |  |
|  |             |                    |             |             |             |  |  |               |                    |               |               |               |  |
|  | 5           | Diana Šnaider      | 4           | 6           | 3           |  |  |               |                    |               |               |               |  |
|  |             | Jaqueline Cristian | 6           | 3           | 6           |  |  |               | Jaqueline Cristian | 3             | 6             | 2             |  |
|  |             | Nao Hibino         | 2           | 7           | 6           |  |  |               | Nao Hibino         | 6             | 4             | 6             |  |
|  | 10          | Coco Vandeweghe    | 6           | 69          | 2           |  |  |               |                    |               |               |               |  |

### Sezione 6
|  | Primo turno | Primo turno      | Primo turno      | Primo turno | Primo turno |  |  | Secondo turno | Secondo turno    | Secondo turno    | Secondo turno    | Secondo turno |  |
|  |             |                  |                  |             |             |  |  |               |                  |                  |                  |               |  |
|  | 6           | Katie Volynets   | 1                | 6           | 6           |  |  |               |                  |                  |                  |               |  |
|  |             | Katrina Scott    | 6                | 3           | 3           |  |  | 6             | Katie Volynets   | Katie Volynets   | Katie Volynets   | w/o           |  |
|  | WC          | Eugenie Bouchard | Eugenie Bouchard | 6           | 6           |  |  | WC            | Eugenie Bouchard | Eugenie Bouchard | Eugenie Bouchard |               |  |
|  | 11          | Ann Li           | Ann Li           | 4           | 3           |  |  |               |                  |                  |                  |               |  |